# Sergei Wladimirowitsch Mandreko
Sergei Wladimirowitsch Mandreko (russisch Сергей Владимирович Мандреко; * 1. August 1971 in Kurgan-Tjube, Tadschikische SSR; † 8. März 2022) war ein tadschikisch-russisch-österreichischer Fußballspieler und -trainer.

## Sportliche Laufbahn

### Vereinskarriere
In der deutschen Bundesliga war der Mittelfeldakteur für Hertha BSC und den VfL Bochum in knapp 70 Partien aktiv. Zuvor hatte er seine ersten Schritte im westeuropäischen Profifußball bei Rapid Wien gemacht und mit dem österreichischen Spitzenteam national Meisterschaft und Pokal gewonnen sowie 1996 den Einzug ins Finale des Pokals der Pokalsieger auf europäischer Bühne erreicht.

### Auswahleinsätze
Im Nationaltrikot lief Mandreko für drei verschiedene Teams auf: 1992 zunächst zu Jahresbeginn für den UdSSR-Nachfolger GUS und im Sommer für Tadschikistan sowie 1994 noch einmal für Russland. Bereits 1991 hatte er mit der U20-Auswahl der Sowjetunion bei der Junioren-WM in Australien im kleinen Finale gegen den Gastgeber die Bronzemedaille durch einen Sieg im Elfmeterschießen gewonnen.

## Trainerlaufbahn
Nach seinem Karriereende beim SC-ESV Parndorf 1919 schlug Sergei Mandreko die Trainerlaufbahn ein. Von 2008 bis 2009 war er Co-Trainer des Europa-League-Teilnehmers Lokomotive Moskau. Von 2015 bis 2017 trainierte er den Wiener Amateur-Verein LAC Inter.

## Weiterer Werdegang
Im Frühjahr 2017 wurde bei ihm eine Amyotrophe Lateralsklerose (ALS) diagnostiziert. Zu diesem Zeitpunkt sei dem damals 45-Jährigen das Gehen schon schwergefallen. Um Mandreko zu unterstützen, wurde für ihn am 17. April 2017 eine Benefizveranstaltung von seinem Verein LAC mit Unterstützung seines ehemaligen Vereins SK Rapid Wien organisiert. Unter anderem liefen seine ehemaligen Rapid-Kollegen Didi Kühbauer und Stephan Marasek bei einem Legendenspiel auf. Im März 2022 erlag der 50-jährige der Krankheit.

## Erfolge
- Dritter bei der Junioren-Fußballweltmeisterschaft: 1991
- Finalist des Europapokals der Pokalsieger: 1996 (nicht eingesetzt im Endspiel)
- Österreichischer Meister: 1996
- Österreichischer Pokalsieger: 1995